# Uladsimir Njakljajeu

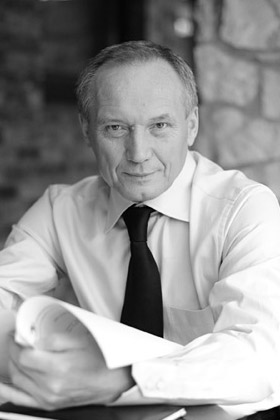
Uladsimir Njakljajeu

Uladsimir Njakljajeu (auch: Wladimir Nekljajew; belarussisch Уладзімір Прако́павіч Някляеў (Uladsimir Prakopawitsch Njakljajeu), russisch Владимир Прокофьевич Некляев (Wladimir Prokofjewitsch Neklajew); * 11. Juli 1946 in Smarhon) ist ein belarussischer Dichter. Er war ein Anführer der öffentlichen Kampagne Sag die Wahrheit! („Гавары праўду!“, Hawary Praudu!) und Kandidat bei der Präsidentschaftswahl in Belarus 2010. Njakljajeu wurde nach der Wahl inhaftiert und steht seit Januar 2011 unter Hausarrest.

## Leben
Njakljajeu wurde als Sohn eines russischen Mechanikers und einer belarussischen Mutter in Smarhon in der Hrodsenskaja Woblasz geboren. Er verbrachte seine Kindheit und sein erstes Schuljahr in einem kleinen Ort namens Krewa (Крэва). Vom zweiten bis zum neunten Schuljahr besuchte er die Schule Nr. 1 in Smarhon. Von 1961 bis 1966 war Njakljajeu Student auf dem Minsker Staatlichen Technikum für Kommunikation. Nach Abschluss des Technikums arbeitete er in Wladiwostok, Taischet und Norilsk. 1967 kehrte er nach Belarus zurück und arbeitete bis 1971 als Radiomechaniker für ein Kundencenter des Minsker Fernsehens.
Die Erfahrungen im Fernen Osten und Sibirien brachten Njakljajeu neue Einsichten und so begann er 1969 Philologie an der Staatlichen Pädagogischen Universität Maxim Tank in Minsk zu studieren. 1971/1972 besuchte er das Maxim-Gorki-Literaturinstitut in Moskau, kehrte aber nach Minsk zurück und machte 1973 an der Pädagogischen Universität seinen Abschluss.
Bereits seit 1972 arbeitete er bei einer Reihe belarussischer Medien als Journalist und Herausgeber:
- 1972–1975: Literaturbesprechungen in der Zeitung „Znamja Junosti“
- 1975–1987: Herausgeber des Bulletins „Teatralnij Minsk“
- 1978–1987: Chef der Herausgebergremiums für Literatur und Dramatik im Belarussischen Fernsehen
- 1987–1998: Chefherausgeber des Magazins „Krynica“
- 1996–1999: Chefherausgeber der wöchentlichen Ausgabe von „Literatura i Mastactwa“

Seit dem 20. Juni 1999 lebte Uladsimir Njakljajeu in Polen. Nachdem er öffentlich seinen Bruch mit den herrschenden Mächten erklärt hatte, war er einer der ersten Repräsentanten der belarussischen Kultur, die das Land aus politischen Gründen verlassen hatten. Eine Zeitlang lebte er auch in Finnland. In der Emigration schrieb er auch seinen ersten Roman Der Musiker. Nach dem Tod von Wassil Bykau kehrte Njakljajeu 2003 nach Minsk zurück.
Auf dem Gipfeltreffen der Östlichen Partnerschaft, das vom 29. bis 30. September 2011 in Warschau stattfand, traf sich die deutsche Bundeskanzlerin demonstrativ mit Njakljajeu statt mit dem herrschenden Präsidenten Aljaksandr Lukaschenka, der als letzter Diktator Europas gilt.

## Literarisches Werk
Seine ersten Gedichte schrieb Njakljajeu auf Russisch, als er Mitglied des Literatur-Zusammenschlusses der Zeitung Znamja Junosti war. Den Anstoß zum Berufswechsel hatte der Aufenthalt in Fernost, Sibirien und im Norden gegeben, nach dem er beschloss die Philologische Abteilung der Universität zu besuchen. Nachdem er das Maxim-Gorki-Literaturinstitut in Moskau 1972 verlassen hatte und wieder in Minsk war, begann Njakljajeu nur noch in Belarussisch zu schreiben. Seit 1978 war er Mitglied im Schriftstellerverband der UdSSR.
Seine erste größere Arbeit war der Roman Der Musiker, geschrieben in der Emigration. Die Vorstellung des Romans fand am 21. September 2003 statt. Bei der Gelegenheit sagte Njakljajeu das Folgende:
„Ich wollte über die Person schreiben, die sich allem unterziehen musste: Ruhm, Geld, Frauen … und wie all das plötzlich zusammenbrach. Und als alles zusammenbrach, verliebte er sich plötzlich. Ich war daran interessiert herauszufinden, wie er mit dem neuen Gefühl seinen Weg gehen könnte. Und die politische Komponente in dem Buch rührt von der Unmöglichkeit das zu vermeiden.“

## Schriften
- Adkryćcio, Minsk 1976[9]
- Vynachodcy viatroŭ, Minsk 1979[10]
- Znak achovy, Minsk 1983[11]
- Местное время, Moskau 1983
- Naskroź, Minsk 1985[12]
- Halubinaja pošta, Minsk 1987
- Дерево боли, Moskau 1989
- Prošča, Minsk 1996[13]
- Vybranaje, Minsk 1998
- Łabuch, St. Petersburg 2003[14]
- Tak, Minsk 2004[15]
- Centar Eŭropy, Minsk 2009 (Prosa)[16]
- Kon, Minsk 2010[17]